# Lak Sao
Lak Sao est une petite ville du district de Khamkeut, province de Bolikhamsai, au centre du Laos. 
Ellee est située au carrefour majeur où la 1E vient du sud, et l'AH15, comme la route nationale Lao 8, vient du nord-est et de la frontière avec le Vietnam. L'AH15 continue vers l'ouest jusqu'en Thaïlande.